# C7H8N2O3
化学式C7H8N2O3（摩尔质量：168.15 g/mol）可以指：
- 2-甲氧基-4-硝基苯胺，CAS号：97-52-9
- 2-甲氧基-5-硝基苯胺，CAS号：99-59-2

|  | 这个同类索引页列出了具有相同分子式的化学物（即同分異構體）条目。 除非您是有意链接至本页，否则应将相应条目的内部链接指向正确的条目。 |